# Liste der Biografien/Fud
Liste der Biografien |
Portal Biografien |
Personensuche
# |
A |
B |
C |
D |
E |
F |
G |
H |
I |
J |
K |
L |
M |
N |
O |
P |
Q |
R |
S |
T |
U |
V |
W |
X |
Y |
Z |
?
 
Fa |
Fe |
Ff |
Fh |
Fi |
Fj |
Fk |
Fl |
Fm |
Fn |
Fo |
Fr |
Ft |
Fu |
Fy
 
Fua |
Fub |
Fuc |
Fud |
Fue |
Fuf |
Fug |
Fuh |
Fui |
Fuj |
Fuk |
Ful |
Fum |
Fun |
Fuo |
Fuq |
Fur |
Fus |
Fut |
Fuw |
Fux |
Fuy |
Fuz
Die Liste der Biografien führt alle Personen auf, die in der deutschsprachigen Wikipedia einen Artikel haben. Dieses ist eine Teilliste mit 14 Einträgen von Personen, deren Namen mit den Buchstaben „Fud“ beginnt.

## Fud

### Fuda
- Fudalla, Vanessa (* 2001), deutsche FußballspielerinVanessa Fudalla (* 2001)

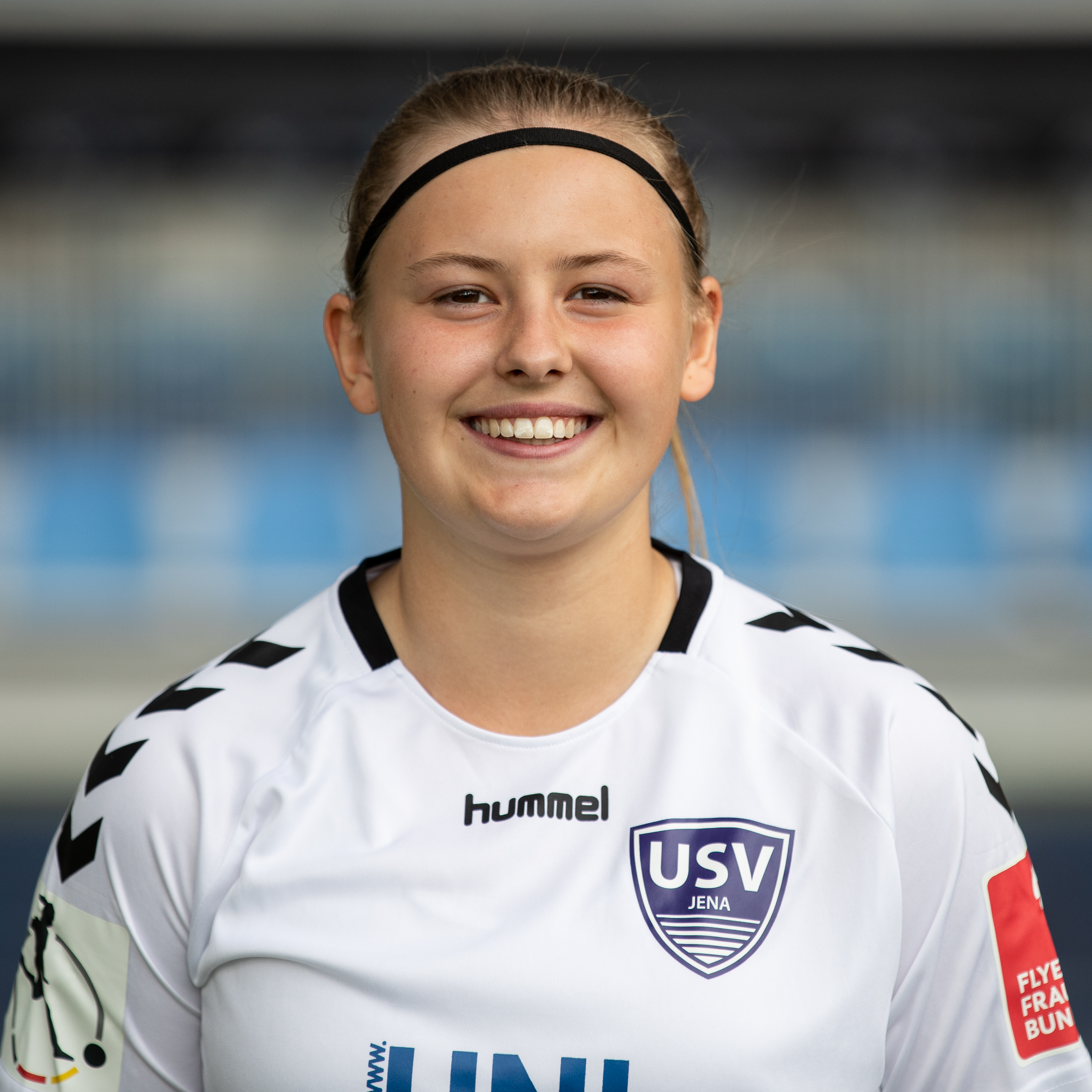
Vanessa Fudalla (* 2001)

### Fude
- Fudem, Regina (1922–1943), polnisch-jüdische Widerstandskämpferin
- Fudenberg, Drew (* 1957), US-amerikanischer Wirtschaftswissenschaftler und Hochschullehrer
- Fuder, Dieter (1947–2011), deutscher Germanist und Philosoph
- Fuderer, Andrija (1931–2011), jugoslawischer Schachmeister
- Fuders, Felix (* 1975), deutscher und chilenischer Ökonom
- Fudeya, Tōkan (1875–1950), japanischer Maler der Nihonga-Richtung

### Fudg
- Fudge, Alan (1944–2011), US-amerikanischer Schauspieler
- Fudge, Berkeley (* 1937), US-amerikanischer Jazz-Saxophonist, Bandleader und Musikpädagoge
- Fudge, Kathryn (* 1989), britische Handballspielerin
- Fudge, Marcia (* 1952), US-amerikanische Politikerin (Demokratische Partei)
- Fudge, Paula (* 1952), britische Langstreckenläuferin
- Fudge, Thomas A. (* 1962), kanadischer Historiker

### Fudo
- Fudō, Ritsuzan (1886–1975), japanischer Maler